# Newton-with-Clifton
Newton-with-Cliftonn is een civil parish in het bestuurlijke gebied Fylde, in het Engelse graafschap Lancashire met 2735 inwoners.